# Mizengo Pinda

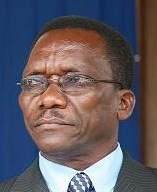
Mizengo Pinda 2008

Mizengo Kayanza Peter Pinda (* 12. August 1948 in Mpanda in der Rukwa-Region) ist ein tansanischer Politiker (Chama Cha Mapinduzi). Er war von Februar 2008 bis November 2015 der 9. Premierminister seines Landes.

## Leben
Pinda studierte bis 1974 an der Universität in Daressalam, anschließend arbeitete er als Jurist im Justizministerium. Von 1978 bis 1982 arbeitete Pinda als Sicherheitsbeauftragter des State House, dem Amtssitz des tansanischen Präsidenten, und von 1982 bis 1992 als dessen Sekretär. Von 1996 bis 2000 war er Sekretär des Kabinetts, seit 2000 Parlamentsabgeordneter des Wahlkreises Mpanda East. Darüber hinaus wurde er gleichzeitig erst zum Staatsminister im Büro des Ministerpräsidenten für regionale und kommunale Angelegenheiten berufen, am 4. Januar 2006 wurde seine Position zu einem vollwertigen Ministerposten erhoben. Pinda wurde am 8. Februar 2008 von Präsident Jakaya Kikwete als Nachfolger des wegen Korruptionsvorwürfen zurückgetretenen Edward Lowassa zum Premierminister ernannt. Die Ernennung wurde vom Parlament am 9. Februar 2008 bei nur zwei Gegenstimmen und einer ungültigen Stimme mit 279 Stimmen bestätigt und Pinda wurde am gleichen Tag im Chamwino State House in Dodoma vereidigt. Damit begann sein Amts als Regierungschef Tansanias offiziell am 9. Februar 2008 
Das am 12. Februar 2008 vorgestellte und von Pinda geleitete Kabinett war gegenüber dem vorherigen Kabinett mit 26 gegenüber 29 Ministern und 21 gegenüber 31 stellvertretenden Ministern kleiner geworden.
Im November 2014 wurde bekannt, dass Pinda in Korruptionszahlungen an Energieunternehmen und Funktionäre verwickelt ist.